# Ahmed Al Rashidi
Ahmed Al Rashidi (en árabe: أحمد سعد الرشيدي‎; Kuwait, 18 de junio de 1984) es un exfutbolista de Kuwait que jugaba en la posición de defensa central.

## Carrera

### Club
| Periodo   | Club                     |
| --------- | ------------------------ |
| 2001-2007 | Al-Shabab Kuwait         |
| 2007      | → Al-Tadamon SC (cedido) |
| 2007–2015 | Al-Arabi                 |
| 2013–2015 | → Al-Naser SC (cedido)   |

### Selección nacional
Jugó para Kuwait en 12 ocasiones de 2010 a 2014 y anotó un gol en un empate 1-1 ante Yemen el 1 de octubre de 2010 en Amán por el Campeonato de la WAFF 2010. Participó en la Copa Asiática 2011.

## Logros
- Copa del Emir de Kuwait (1): 2007-08
- Copa de la Corona de Kuwait (1): 2011-12
- Supercopa de Kuwait (2): 2008, 2012
- División Uno de Kuwait (1): 2001-02